# The Puerto Rican Nightmares
The Puerto Rican Nightmares was een professioneel worsteltag-team dat actief was in de Florida Championship Wrestling (FCW). Het team bestond uit Eddie Colón en Eric Pérez.

## In worstelen
- Manager
  - Angela Fong

## Kampioenschappen en prestaties
- Florida Championship Wrestling
  - FCW Florida Tag Team Championship (3 keer)